# Mario Bertolino
Mario Bertolino Rendic (La Serena, 3 de febrero de 1954) es un médico veterinario, empresario, político chileno y martillero público, militante del partido Renovación Nacional (RN).
Fue diputado de la República por el antiguo distrito N.º 7, correspondiente a las comunas de; La Serena, La Higuera, Vicuña, Paihuano y Andacollo durante cuatro periodos consecutivos desde 1998 hasta 2014.

## Biografía

### Familia
Nació el 3 de febrero de 1954 en La Serena (Chile). Hijo de Mario Bertolino Dinamarca y de Katty Rendic Kartulovic.
Está casado con Ana María Cooper, con quién es padre de tres hijos; Mario, Felipe y Florencia.

### Estudios
Realizó sus estudios primarios y secundarios en el Colegio Inglés Católico de La Serena, en la Escuela Militar del Libertador Bernardo O'Higgins en Santiago y concluyéndolos en el extranjero, particularmente en el Liceo Español de Madrid en España. Finalizada la etapa escolar, en 1973 ingresó a la Universidad Complutense de Madrid. Al año siguiente, regresó al país y se incorporó a la Universidad de Chile, donde se tituló de médico veterinario, en 1981.

### Vida laboral
El mismo año de su titulación, ingresó a la "Sociedad Comercial El Tattersall S.A.", como agente de oficina en La Serena. Al año siguiente, fue trasladado como agente a La Unión y asumió como representante de la misma empresa en la Feria de Ganado de Río Bueno. Paralelamente, desarrolló actividades de martillero en nombre de la misma sociedad en las Ferias de Ganado de Río Bueno y de Osorno.
En 1985, volvió a La Serena para formar su propia sociedad, "Agrícola Porvenir Ltda.", desempeñándose como socio gerente en las áreas de corretaje de propiedades y como martillero público. Al año siguiente, fue electo director de la "Sociedad Agrícola del Norte" (SAN), de la "Asociación de Canalistas del Canal Bellavista", y del Club de Deportes La Serena.
En 1988, integró la comisión organizadora de la «Feria Internacional de Peñuelas» (FINOR 88).
Tras dejar la política labora como martillero público

## Trayectoria política
En 1986, inició sus actividades políticas al integrarse al Frente Nacional del Trabajo (FNT). Posteriormente, se transformó en militante y cofundador del partido político Renovación Nacional (RN). En 1987, asumió como presidente comunal de su partido en La Serena, cargo que mantuvo hasta 1996.
En las elecciones parlamentarias de 1997, resultó electo diputado, en representación del distrito N.° 7  comunas de Andacollo, La Higuera, La Serena, Paihuano y Vicuña), de la Región de Coquimbo, periodo 1998-2002. En ese periodo integró las comisiones permanentes de Agricultura, Silvicultura y Pesca; Derechos Humanos, Nacionalidad y Ciudadanía; y de Trabajo y Seguridad Social. También, fue formó parte de las comisiones especiales para el Desarrollo del Turismo; y de la Pequeña y Mediana Empresa (PYME). Asimismo, integró la Comisión Investigadora sobre Incumplimientos Empresariales de la Normativa Laboral. Entre 2000 y 2001, fue subjefe de bancada de RN.
En diciembre de 2001, mantuvo su escaño en la Cámara de Diputados como representante del distrito N.° 7, por el período 2002-2006. Integró las comisiones permanentes de Minería y Energía; y de Defensa Nacional. Así como también, las comisiones especiales para el Desarrollo del Turismo; y sobre Zonas Extremas del País.
En diciembre de 2005, obtuvo su tercera reelección por el mismo distrito N.° 7, para el período 2006-2010. Durante el ejercicio del cargo, integró las comisiones permanentes de Trabajo y Seguridad Social; Ciencia y Tecnología; y Minería y Energía. Junto con la Comisión Especial para el Control del Sistema de Inteligencia del Estado; la Comisión Investigadora de la Empresa Nacional del Petróleo (ENAP); y la Comisión Investigadora sobre el Accionar de la Dirección del Trabajo (DT). Entre 2007 y 2008, funcionó como jefe de bancada de su partido. También, formó parte de los Grupos interparlamentarios chileno-brasileño, chileno-croata y chileno-italiano.
En misiones al extranjero, participó en la XIV Reunión Anual del Foro de Líderes Parlamentarios (APPF) en Indonesia y en Comisiones del Parlamento Latinoamericano (PARLATINO) en Cuba y Brasil.
En diciembre de 2009, obtuvo su cuarta reelección por el distrito N.° 7, por el período legislativo 2010-2014. En su último periodo integró las comisiones permanentes de Minería y Energía; y presidió la de Trabajo y Seguridad Social. Junto con la Comisión Especial de Turismo. Fue además, jefe de la bancada de parlamentarios de Renovación Nacional.
Simultáneamente, en la segunda vuelta electoral de la elección presidencial de 2009, asumió como encargado territorial de la campaña del candidato Sebastián Piñera Echenique en la región de Coquimbo.
Asimismo, asumió como 2.º vicepresidente de la Cámara de Diputados, desempeñando el cargo entre el 15 de marzo de 2011 y el 20 de marzo de 2012, durante la presidencia del diputado Patricio Melero.
En las elecciones parlamentarias de noviembre de 2013, se presentó como candidato a senador por la Circunscripción N.º 4, Región de Coquimbo, periodo 2014-2022, sin resultar electo.
El 20 de junio de 2018, asumió como director del Puerto de Coquimbo, concluyendo su periodo el 1 de octubre de 2021.
Al 25 de noviembre de 2020, fue nombrado consejero del Consejo Resolutivo de Asignaciones Parlamentarias, periodo legislativo 2018-2022.

## Historial electoral

### Elecciones parlamentarias de 1997
- Elecciones parlamentarias de 1997 a Diputados por el distrito 7 (Andacollo, La Higuera, La Serena, Paihuano y Vicuña)[3]

### Elecciones parlamentarias de 2001
- Elecciones Parlamentarias de 2001 a Diputados por el distrito 7 (Andacollo, La Higuera, La Serena, Paihuano y Vicuña)[4]

### Elecciones parlamentarias de 2005
- Elecciones Parlamentarias de 2005 a Diputados por el distrito 7 (Andacollo, La Higuera, La Serena, Paihuano y Vicuña)[5]

### Elecciones parlamentarias de 2009
- Elecciones Parlamentarias de 2009 a Diputados por el distrito 7 (Andacollo, La Higuera, La Serena, Paihuano y Vicuña)[6]

### Elecciones parlamentarias de 2013
- Elecciones parlamentarias de 2013 a Senador por la Circunscripción 4 (Coquimbo)[7]